# Sorelle Mai
Pour plus de détails, voir Fiche technique et Distribution.
Sorelle Mai est un film italien réalisé par Marco Bellocchio, sorti en 2010.

## Fiche technique
- Titre français : Sorelle Mai
- Réalisation : Marco Bellocchio
- Scénario : Marco Bellocchio
- Pays d'origine : Italie
- Format : Couleurs - 35 mm - 1,85:1
- Genre : drame
- Durée : 105 minutes
- Date de sortie : 2010

## Distribution
- Pier Giorgio Bellocchio : Giorgio Mai
- Elena Bellocchio : Elena Mai
- Donatella Finocchiaro : Sara Mai
- Letizia Bellocchio : Letizia Mai
- Maria Luisa Bellocchio : Mariuccia Mai
- Gianni Schicchi : Gianni Schicchi
- Alba Rohrwacher : la professoreur Vitaliani
- Valentina Bardi : Irene
- Silvia Ferretti : Silvia